# آموزگار (روزنامه)
آموزگار هفته‌نامه‌ای علمی، اخلاقی و ادبی بود که در سال ۱۳۲۹ هجری قمری در شهر رشت توسط میرزا محمدتقی شیرازی تأسیس شد. این نشریه در مطبعهٔ سربی «سعادت» رشت چاپ می‌شد و در روزهای یکشنبه چاپ و دوشنبه توزیع می‌گردید.
در زیر عنوان روزنامه این توضیح آمده بود: «روزنامه‌ایست علمی، اخلاقی، ادبی، از هر گونه مطالب سودمند به‌حال ایران سخن می‌رانَد». شعار آن، «دولت جان‌پرور است صحبت آموزگار»، در دو سوی تیتر چاپ می‌شد و سال تأسیس (۱۳۲۹ ق) نیز درج می‌گشت. در هر شماره، چهار صفحه به قطع متوسط وزیری منتشر می‌شد. از ویژگی‌های دیگر این روزنامه چاپ و نشر داستان‌های کوتاه بود. انشار روزنامه پس از ۲۳ شماره متوقف گردید.
اولین شمارهٔ آن در تاریخ دوشنبه ۷ جمادی‌الثانی ۱۳۲۹ و آخرین آن در سه شنبه ۲۹ ذیقعده ۱۳۲۹ منتشر شد. شعار اصلی که در نشان‌واره چاپ می‌شد، نیم بیت غزل سعدی دولت جان پرور است صحبت آموزگار بود. محمدتقی شیرازی قبلاً روزنامه نوع بشر را در رشت منتشر می‌کرد که پس از ۶ شماره متوقف شد.

## آموزگار دوم
در ذیحجهٔ ۱۳۳۵ قمری، روزنامهٔ دیگری با همین نام در رشت توسط میرزا حسین‌خان جودت منتشر شد. اطلاع از آن محدود به نقل یک تقریظ در روزنامهٔ وطن، شمارهٔ ۲۳ (۱۴ ذیحجه ۱۳۳۵) همراه با ابراز امیدواری نسبت به تأثیر آن در ارتقای جامعه بوده است.